# Konsekwencjalizm
Konsekwencjalizm albo konsekwencjonizm – zespół teorii normatywnych dotyczących powinności moralnej, określanych też jako teorie teleologiczne powinności moralnej. Głoszą one, że zachodzenie powinności moralnej zależy w całości od wartości rzeczywistych lub oczekiwanych konsekwencji czynów, które miałaby ta powinność obejmować. Przeciwieństwem konsekwencjalizmu są teorie formalistyczne (deontologiczne), według których powinność moralna zależy od jakichś innych niż konsekwencje czynów czynników, np. od ich natury.
Richard Brandt wyróżnia dwa główne typy konsekwencjalizmu: teorie egoistyczne i teorie uniwersalistyczne. Według teorii egoistycznych powinność moralna obejmuje czyny tworzące maksymalnie wartościowy stan dla ich podmiotu – może to być np. spełnienie jego pragnień. Konsekwencjalizm uniwersalistyczny głosi natomiast, że powinnością moralną jest dokonanie takiego czynu, którego konsekwencją jest przyrost dobra w ogóle.